# Gustaf Petrén (jurist)
Bror Erik Gustaf Petrén, född 5 december 1917 i Lunds stadsförsamling, Malmöhus län, död 28 augusti 1990 i Oscars församling i Stockholm, var en svensk jurist. Han var far till Alice Petrén.

## Biografi
Gustaf Petrén var son till professor Gustaf Petrén och Torborg Sylwan. Han blev filosofie magister 1938, politices magister 1940, och juris kandidat 1942 vid Lunds universitet och sedan doktorand vid Uppsala universitet, där han 1949 blev juris doktor. Samma år utnämndes han till docent i förvaltningsrätt vid Stockholms universitet. Åren 1943–1946 var han ombudsman vid Sveriges Förenade Studentkårer.
Redan som doktorand var Petrén förste sekreterare vid Stockholms rådhusrätt och blev assessor vid Svea hovrätt 1952. År 1948 värvades han av Sveriges riksdag som sekreterare i lagutskottet, och hade därefter tjänst vid flera utskott. År 1951 fick han kaptens grad vid Södra skånska infanteriregementet. Från 1952 var han även kanslichef för svenska delegationen i Nordiska rådet. Från 1961 var Petrén hovrättsråd och sedan var han verksam inom Medborgerlig samling (MbS), där han var vice ordförande 1965–1968. På sextiotalet var han också ordförande för klubben Brunkeberg.
Petrén var ställföreträdande justitieombudsman 1968–1972, och då justitieombudsman Alfred Bexelius skulle dra sig tillbaka 1972, var Petrén föreslagen som hans efterträdare. Socialdemokraterna gick dock inte med på att Petrén tillsattes i den befattningen, varför Bexelius omvaldes. Petrén utnämndes senare i stället till regeringsråd. År 1974 var han med och grundade Medborgarrättsrörelsen. Han blev dess förste ordförande och förblev så till sin död.
År 1985 tilldelades Gustaf Petrén Natur & Kulturs Kulturpris.

## Petréns deltagande i samhällsdebatten
Som sekreterare i lagutskottet och docent i förvaltningsrätt deltog Petrén i slutet av 1940-talet och början av 1950-talet i debatten kring rättssäkerheten. Dels handlade det om en allmän juristkritik och dels om de aktuella rättsaffärerna. Den stora frågeställningen var då rättskontrollen av förvaltningsbeslut. Petrén beskrev det svenska systemet ur en historisk och internationellt jämförande synvinkel. Det framgick att rättskontrollen i Sverige inte levde upp till västerländsk standard. Huvudorsaken var att det svenska statsskicket var ålderstiget. Det var fortfarande 1600-talets ordning som gällde, där domstolarna var sidoordnade förvaltningen och underordnade kungen (läs: regeringen). Samtidigt vägrade socialdemokraterna att modernisera och demokratisera detta system, trots rättsaffärerna. 1954 dog denna juristkritik tillfälligt ut, eftersom socialdemokraterna i riksdagen avvisade motioner om stärkt rättssäkerhet. Petrén påtalade också att socialdemokraterna aktivt försämrade rättssäkerheten och allt oftare kränkte grundlagen. I två inlägg om JO noterade han att denne hade mycket begränsad tillsyn över förvaltningen. Det var mest domstolar och anstalter som intresserade JO.
Under 1956 utspelades en uppmärksammad debatt mellan ministern Östen Undén och Petrén i Svensk juristtidning. Undén hade i första kammaren 1954 hävdat, att domstolar inte kunde pröva författningars överensstämmelse med grundlag. I en recension av litteratur om rättssäkerhetsproblem 1955 noterade Petrén detta som ett exempel på, att debatten blev förvirrad när den fördes i press och bland politiker. I en artikel 1956 gick Undén till motangrepp mot Petrén och hävdade att denne hade fel. Han hotade i den artikeln också domare med avsättning, om de gjorde något sådant. Petrén svarade samma år och visade att Undén hade fel. Högsta domstolen hade prövat förordningars överensstämmelse med grundlagen i ett mindre antal rättsfall sedan 1920-talet, och särskilt sedan 1934. Det tydligaste fallet var från 1954, det så kallade reservofficersmålet. Petrén framhöll att regeringen ju alltid kunde försöka att avsätta domare, men att det vore konstigt om de helt plötsligt straffades för något som pågått i tjugo års tid. Han trodde dock att Undén skulle lyckas till slut, på samma sätt som nyligen hade skett i Sydafrika. Dessutom noterade Petrén att Undén själv nyligen hade skrivit under en proposition i vilken hänsyn hade tagits till Högsta domstolens utslag i reservofficersmålet.
Under 1960-talet kritiserade Petrén de pågående grundlagsutredningarna. Han var kritisk till att det saknades en diskussion om principer i dessa utredningar, att medborgarna inte deltog, samt att politiker hycklade om de verkliga skälen till sina förslag.
När den nya regeringsformen trädde i kraft 1975 tillhörde Petrén dem som tyckte att denna inte höll måttet. Organisationen Medborgarrättsrörelsen grundades, och Petrén blev dess förste ordförande. Enligt statsvetaren Karl-Göran Algotsson var Petrén en av de första som varnade för att den nya grundlagen saknade verkligt skydd för mänskliga fri- och rättigheter.
Krister Thelin, lagman och domare i Internationella krigsförbrytartribunalen i Haag, nämner Petrén i sin bok Sverige som rättsstat, och skriver att Petrén stämplades som en mörkman av etablissemanget och Olof Palme för sin strid för Europakonventionens och Europadomstolens ställning i Sverige, och att han bör äras för sin insats att sprida kunskap om dessa. Det mesta kända citatet är när Olof Palme under en presskonferens kallade Europadomstolen för "Gustaf Petréns lekstuga". Uttalandet spelades inte in, och Palme förnekade det när det blev uppmärksammat i media.
Under sin tid som studentpolitiker i Lund under andra världskriget var Petrén tyskvänlig och drev enligt Lundahistorikern Sverker Oredsson en direkt pronazistisk linje. Petrén förefaller dessutom ha skrivit åtminstone en artikel i den nazistiska tidningen Den svenske folksocialisten och var medlem i Nationalsocialistiska arbetarepartiet, åtminstone år 1935.

## Artiklar
- Domstols lagprövningsrätt, Svensk Juristtidning 1956
- Domstolarnas ställning enligt 1974 års regeringsform, Svensk Juristtidning 1975
- Högsta domstolens ställning, Svensk Juristtidning 1990